# 阿沃萊特斯
阿沃萊特斯是哥倫比亞的城鎮，位於該國西北部，由安蒂奧基亞省負責管轄，距離首府麥德林302公里，始建於1920年，面積718平方公里，海拔高度50米，2009年人口34,293。